# 2029年歐洲女子足球錦標賽
2029年歐洲女子足球錦標賽（英語：2029 UEFA Women's Championship）為第15屆歐洲女子足球錦標賽，是歐洲足球協會（UEFA）各成員國女子足球代表隊之間的錦標賽事，決賽圈參賽隊伍共有16隊。比賽預計在2029年夏天舉辦。

## 申辦國家
本屆賽事的申辦流程於2024年7月23日正式啟動。歐洲足協將於2025年12月公布最終得標的申辦國家。

### 有意申辦國家
共有4組申辦國已在截止日期（2024年9月24日）以前提交主辦賽事意願書：
- 丹麦和 瑞典

丹麥與瑞典先前在2025年歐洲女子足球錦標賽落選賽事主辦國後，瑞典足球協會主席弗雷德里克·賴因費爾特說道該國會考慮申辦下一屆歐洲女子足球錦標賽（即本屆）。2024年2月8日，丹麥和瑞典在第48屆歐洲足協大會後，宣布該兩國將聯合主辦2029年歐洲女子足球錦標賽。原本計畫由北歐四國（含挪威和芬蘭）再度聯合申辦，但評估報告顯示由其中兩個國家一起申辦成功的可能性較大，所以丹麥和瑞典決定一同申辦本屆賽事。挪威對此結果感到非常失望，並希望與該兩國進行談判，讓挪威也能加入聯合申辦。2024年4月24日，丹麥和瑞典拒絕與挪威共同申辦本屆賽事。丹麥曾舉辦過1991年歐洲女子足球錦標賽，而瑞典曾舉辦過1992年歐洲國家盃、1995年國際足協女子世界盃、1997年歐洲女子足球錦標賽（與挪威合辦）以及2013年歐洲女子足球錦標賽。
- 波蘭

在申辦2025年歐洲女子足球錦標賽失敗後，波蘭足球協會主席塞薩里·庫萊薩於2024年7月26日宣布該國再度加入申辦歐洲女子足球標賽的行列。
- 葡萄牙

2024年9月4日，葡萄牙足球協會在舉行董事會會議後，宣布該國將申辦2029年歐洲女子足球錦標賽。
- 德国

德國足球協會於2024年9月20日宣布該國也有意願申辦2029年歐洲女子足球錦標賽，並於同月24日的截止日前向歐洲足協確認了申辦意願。德國足協主席貝恩德·紐恩多夫表示該國將本屆賽事的申辦視為「旗艦項目」，希冀能為德國女子足球發展帶來有效推動。德國過去曾舉辦1974年國際足協世界盃、1988年歐洲國家盃、1989年歐洲女子足球錦標賽、2001年歐洲女子足球錦標賽、2006年國際足協世界盃、2011年國際足協女子世界盃以及2024年歐洲國家盃。
- 義大利

2024年10月1日，義大利足球協會宣布該國加入申辦國家之一的行列，並且將此視為2032年歐洲國家盃的準備。然而，以該國目前的體育場條件可能會對申辦結果有所影響。義大利曾舉辦過1934年國際足協世界盃、1968年歐洲國家盃、1980年歐洲國家盃、1990年國際足協世界盃以及1993年歐洲女子足球錦標賽。

## 外部連結
- 官方网站